# Masjed Bin Rahi Avqaf
Masjed Bin Rahi Avqaf (em persa: مسجدبين راهي اوقاف, também romanizada como Masjed Bīn Rāhī Āvqāf) é uma aldeia do distrito rural de Tirjerd, no condado de Abarkuh, na província de Yazd, Irã.